# Svarttjärnet (Järnskogs socken, Värmland, 662571-128455)
Svarttjärnet är en sjö i Eda kommun i Värmland och ingår i Göta älvs huvudavrinningsområde. Sjöns area är 0,004 kvadratkilometer och den befinner sig 220 meter över havet.